# ماهیگیران
ماهیگیران رمان نخست نویسنده نیجریه‌ای چیگوزی اوبیوما است که در سال ۲۰۱۵ منتشر شد. این رمان داستان زندگی چهار برادر از خانواده آگوو در یکی از شهرهای نیجریه است که در نبود پدرشان، وقتی برای کار به شهری دور منتقل شده‌است، به ماهی‌گیری می‌روند. آن‌ها در نزدیکی رودخانه، پیشگوی دیوانه‌ای را ملاقات می‌کنند که پیش‌بینی می‌کند برادر بزرگ‌تر به دست یک ماهیگیر به قتل می‌رسد. پس از این پیش‌بینی عجیب و دردناک، مسیر زندگی این خانواده دگرگون می‌شود. این مجموعه در دههٔ ۱۹۹۰ میلادی و در زمان حکومت سانی آباچا تنظیم شده‌است.